# Francisco Manuel del Pilar
Francisco Manuel del Pilar (Aliaga, Teruel, 1716 - Monasterio de Guadalupe, Cáceres), [...?]) fue un compositor y organista español.
Estudió música en la Basílica del Pilar de Zaragoza como niño del coro. Se trasladó a Salamanca y Zamora y en 1758 ingresó en el Monasterio de Guadalupe como religioso jerónimo. El monasterio era célebre en aquel tiempo por el gran arte con el que sus organistas actuaban, y en este ambiente Manuel del Pilar se dedicó profundamente a sus estudios de composición. De Manuel del Pilar se conservan unas 200 obras de música sacra.